# Hå Hå Ja Ja
Hå Hå Ja Ja är ett musikalbum från 1993 av Stefan Sundström och Apache. Skivan är utgiven av MNW och producerad av Johan Johansson och Tomas Gabrielsson

## Låtlista
| Nr  | Titel                                 | Längd |  |
| --- | ------------------------------------- | ----- |  |
| 1.  | Hambo för skapelsens krona            | 2:28  |  |
| 2.  | Jag minns dig naken                   | 4:22  |  |
| 3.  | Oompa på trälhavet                    | 3:08  |  |
| 4.  | Amors pilar                           | 5:46  |  |
| 5.  | Fredmans sista epistel                | 8:32  |  |
| 6.  | Supvisa för flugorna                  | 4:38  |  |
| 7.  | Fan i båten                           | 4:18  |  |
| 8.  | Ack ve ack ve min jämmer stor         | 3:47  |  |
| 9.  | Renjägarens visa                      | 4:40  |  |
| 10. | Kompostvisa                           | 4:51  |  |
| 11. | Hård tid (slicka uppåt, sparka neråt) | 4:42  |  |
| 12. | Psalm för Alice                       | 3:58  |  |

All text och musik av Stefan Sundström utom "Jag minns dig naken" (text: Stefan Sundström, musik: Mats Hedén), "Oompa på trälhavet (text: Stefan Sundström, musik: Anders Hernestam) och "Ack ve ack ve min jämmer stor" (text: Lars Wivallius, musik: Stefan Sundström).

## Medverkande musiker
- Stefan Sundström - sång, akustisk gitarr
- Anders Hernestam - trummor, slagverk
- Ola Nyström - elgitarr, akustisk gitarr
- Stefan Axelsen - elbas
- Mats Hedén - dragspel, orgel
- Johan Johansson - akustisk gitarr, elgitarr, munspel, slagverk, kör
- Tomas Gabrielsson - piano, slagverk, kör
- Karin Renberg - kör
- Mattias Fabian - krumhorn och blockflöjt
- Ruben Veizaga - charango, quena
- Nils Personne - saxofon
- Peter Bothen - klarinett
- Andreas Hedwall - trombon